# Lise Nordin
Lise Nina Terese Nordin, född 20 oktober 1982 i Grönahögs församling, Älvsborgs län, är en svensk politiker (miljöpartist). Hon var ordinarie riksdagsledamot 2010–2018, invald för Göteborgs kommuns valkrets.
Nordin är bosatt i Göteborg och bördig från Köttkulla söder om Ulricehamn. Hon är utbildad miljövetare på Handelshögskolan vid Göteborgs universitet. Hon var energipolitisk talesperson för Miljöpartiet från oktober 2010. Nordin är idag regionutvecklare på Västra Götalandsregionen.
Nordin inledde sin politiska bana som personvald ledamot i Ulricehamns kommunfullmäktige 2002–2006 och var samtidigt ombudsman för Grön Ungdom i Västra Götaland. 2006 kandiderade hon till riksdagen på Miljöpartiets lista i Sjuhäradsbygden, men partiet tog inget mandat. 2007–2010 arbetade hon som politisk sekreterare i Västra Götalandsregionen. I riksdagsvalet 2010 stod hon tvåa på Miljöpartiets lista i Göteborgs kommun och blev invald.
I riksdagen var hon vice ordförande i näringsutskottet under knappt en månads tid hösten 2012. Hon var ledamot i näringsutskottet 2012 och 2014–2018 (dessförinnan suppleant i utskottet från 2010 och 2012–2014). Hon var även suppleant i skatteutskottet och trafikutskottet.
Nordin har profilerat sig i frågor om förnybar energi, kärnkraft, trafik och sänkt arbetstid.